# Bankable
Cet article concerne le terme du jargon cinématographique. Pour le téléfilm, voir Bankable (téléfilm).
Bankable (anglicisme provenant du verbe to bank) est un terme du jargon cinématographique qui signifie, selon les occurrences, « qui rapporte de l'argent » ou « qui permet de financer un film sur son nom ». Il n'a en effet pas exactement le même sens selon qu'on parle du cinéma américain ou du cinéma français, ce qui s'explique par les différences entre les systèmes de financement de ces cinématographies. Cet adjectif, qui s'applique au départ aux acteurs, peut aussi qualifier un réalisateur ou même certains éléments d'un film (histoire, personnages...). Depuis le milieu des années 1990, l'importance d'avoir au générique des acteurs bankables influencerait fortement les choix de distribution des films, aussi bien français qu'américains, au point de créer une polémique : les choix artistiques des réalisateurs seraient ainsi bridés et, en France, ce système ferait paradoxalement augmenter de manière démesurée les budgets des films.
Le mot a progressivement glissé vers d'autres domaines que le cinéma, même s'il y est souvent employé entre guillemets. Ainsi, on le trouve aujourd'hui régulièrement dans des articles concernant les ventes de livres ou le sport. Peu à peu, il passe aussi dans le langage courant. Certains vont jusqu'à penser que ce glissement de langage induit l'intégration par le grand public des valeurs financières qui régissent la société dans laquelle nous vivons.

## Apparition du terme

### Origines du terme
Bankable est relié à l'adjectif du vocabulaire financier et commercial bancable dont l'une des définitions mentionne « un papier est dit bancable quand, pour quelque raison que ce soit, il est facilement négociable, n'impose aucune immobilisation involontaire, et n'entraîne pas de risque de recouvrement ». La Libre Belgique appelle en janvier 2009 à rajouter le sens cinématographique de bankable aux significations du terme « bancable », mais cette idée n'a quasiment pas été suivie. Néanmoins, on remarque, fin 2012, dans une interview au quotidien Le Parisien, l'emploi par Fabrice Leclerc, rédacteur en chef du magazine Studio Ciné Live, du terme « bancable », sans guillemets, à propos d'acteurs. Ce cas reste toutefois une exception.
Selon la sémiologue Mariette Darrigrand, le mot a été importé en France par les acteurs américains parlant de leur carrière, passant ensuite aux acteurs français. Il se prononce d'ailleurs à l'américaine. Son succès vient de ce qu'il « est facile à intégrer en français parce qu'on y entend [...] “banque” qui est latin et “able”  », suffixe français qui signifie « possible », derrière le “able” anglais de « to be able » : « être capable de ». Pour La Libre Belgique, son sens « nous vient directement du figuré : “to be bankable”, être une valeur sûre. Une idée “bankable” c’est une idée qui vaut de l’or, nous apprend le dictionnaire anglais,. ».
Si le mot s'applique en général à un acteur, on peut aussi l'utiliser pour parler d'un réalisateur (par exemple, Libération parle en 2003 du statut « bankable » de Steven Soderbergh), ainsi que pour parler d'un scénariste, d'une histoire ou même de personnages : en 2009, lors du rachat de Marvel par The Walt Disney Company, on a pu lire que cet investissement fournissait à Disney « une armada de solides gaillards bankable comme Iron Man,  Thor ou Captain America  ».

### Intégration du mot à la langue française
Le mot semble apparaître en français dans le milieu des années 1990 : on en trouve ainsi une occurrence en 1995, quand, dans une interview, l'acteur Thierry Frémont explique que lorsqu'il aura tourné dans de grands succès publics, il sera « bankable » et qu'on lui proposera ainsi plus de films.
En 2003, dans l'émission de télévision  Tout le monde en parle, Marc-Olivier Fogiel demande à Lambert Wilson s'il est plus « bankable » qu'auparavant ; l'acteur répond en commençant par expliquer spontanément la signification du mot pour les spectateurs. Le terme n'est donc sans doute pas encore très clair pour le grand public à cette époque mais cinq ans plus tard, en 2008, le magazine Télérama l'intègre à sa série de vidéos Mot de passe sur son site internet qui vise à « décortiquer » un mot où une expression (on y trouve ainsi des termes comme « people », « péter un plomb », « doxa », « cash »...). Dans cette vidéo, une déclaration de Mathilde Seigner en 2007 dans le supplément féminin du Journal du dimanche est prise comme exemple de la présence de ce mot dans notre langue : « j'ai été élue l'une des actrices les plus populaires et les plus bankable de France. »
En 2009, La Libre Belgique consacre un article à ce mot. Il débute par « Voilà donc un terme anglais qui ne semble pas vouloir se traduire dans notre langue » et souligne qu'il y est encore employé avec des guillemets.
En 2012, Télérama, considérant que cet adjectif a été « adopté par les médias », avance qu'il « n'est plus guère utilisé par la profession » depuis lors.

## Définitions
Ce terme étant lié à la rentabilité financière d'un acteur (ou parfois d'un réalisateur), il n'a pas la même signification selon qu'on parle d'un acteur américain ou français. Ceci est lié aux différences des systèmes de financement entre ces cinématographies.

### Définition de «bankable» appliqué au cinéma américain

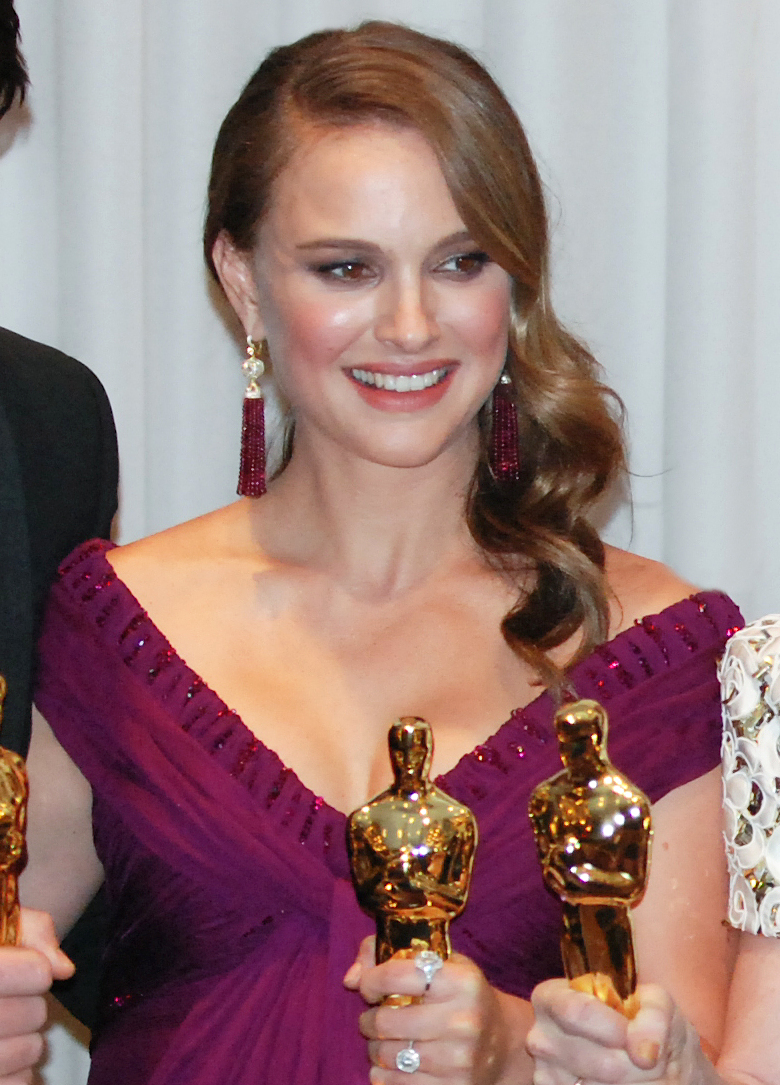
Natalie Portman, oscarisée en 2011, est l'actrice la plus bankable du monde en 2012 selon Forbes.

Lorsqu'on parle du cinéma américain, un acteur ou un réalisateur bankable est un acteur, ou réalisateur, rentable, qui permet un bon retour sur investissement. Le magazine Forbes publie tous les ans un classement des acteurs qui offrent la meilleure rentabilité par dollar dépensé (« Hollywood’s Best Actors For The Buck ») classement repris par d'autres sites anglophones américains et britanniques qui utilisent alors, pour parler de ces acteurs, le mot bankable. Ainsi The Huffington Post titre-t-il fin 2012 « Natalie Portman: Forbes' Most Bankable Star » que l'on peut traduire par « Natalie Portman : la star la plus bankable pour Forbes ». Ou le site du quotidien anglais The Guardian fin 2011 : « Kristen Stewart and Robert Pattinson top Forbes' most bankable list », qu'on peut traduire par « Kristen Stewart et Robert Pattinson en haut de la liste de Forbes des acteurs les plus bankables. » Ce classement est aussi repris dans les journaux et magazines français qui le rebaptisent également « classement des acteurs les plus bankables. »
Le classement de Forbes prend en compte les trois derniers films de chaque acteur ou actrice en tant que premier rôle. L'analyse compare les revenus des stars de cinéma, les budgets dépensés pour les films et leurs performances au box-office. Dans celui de 2012 Natalie Portman serait l'actrice la plus bankable du monde, rapportant 42,70 $ pour chaque dollar investi sur elle, suivie par Kristen Stewart qui rapporterait 40,60 $ pour chaque dollar dépensé, puis Shia LaBeouf (35,80 $ pour un dollar dépensé) et Robert Pattinson (31,70 $ pour un dépensé).
Un acteur (ou réalisateur) américain devient (ou redevient) bankable en faisant un succès. Si un acteur joue dans un film qui marche, on part du principe que ses autres films ont de bonnes chances de rencontrer également le succès. Ainsi le film Baby-Sittor, avec Vin Diesel, rapportant plus de 100 millions de dollars de recettes aux États-Unis a selon le site Critikat.com replacé « illico l’acteur sur la courte liste des stars « bankable » (qui rapportent des sous, en argot de producteur). » À l'inverse, on considère que si un film n'a pas d'acteur bankable à son générique, cela peut expliquer un éventuel échec commercial : « parmi les raisons de l'accueil plus que tiède réservé par le public américain à  John Carter, les experts invoquent l'absence de star « bankable » (monétisable), les deux rôles phares étant joués par l'acteur canadien Taylor Kitsch et par Lynn Collins. »

### Définition de «bankable» appliqué au cinéma français

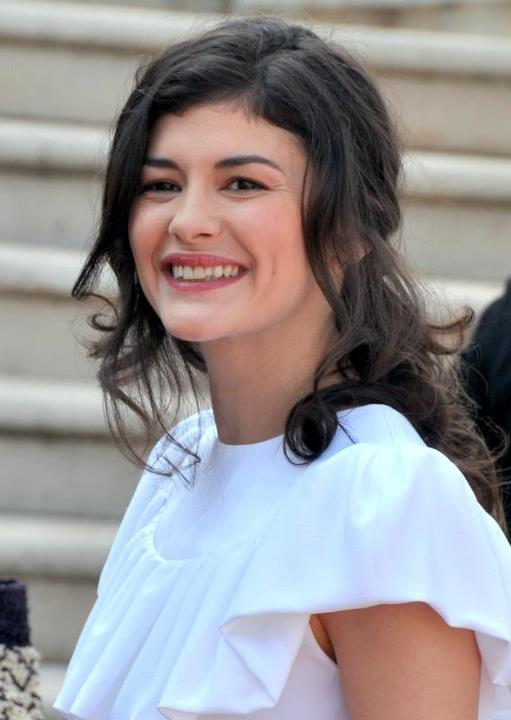
Audrey Tautou, l'une des actrices françaises les plus bankables d'après Les Échos

La définition du terme est un peu différente lorsqu'il est appliqué au cinéma français, à cause du système de financement spécifique de ce dernier. En effet, il s'appuie en grande partie sur l'obligation qu'ont les chaînes de télévision de coproduire des films et de les diffuser par la suite. Or les chaînes ont tendance à considérer qu'un film avec des vedettes représente « une meilleure garantie d'audience. »
Olivier Bomsel, professeur d’économie industrielle à Mines ParisTech, l'explique ainsi : « Si TF1 fait face à 20 chaînes et à Internet, elle ne peut pas prendre le risque de passer un film en soirée. Sauf si c’est un événement, porté par un acteur qui a en quelque sorte un public captif. C’est ce qui fabrique l’inflation et explique la survalorisation des acteurs et actrices bankables : une chaîne en clair va mettre 10 millions d’euros dans un film pour en avoir l’exclusivité et imposer les acteurs principaux. » Le cinéma à la télévision ne souffre d'ailleurs pas que de la concurrence entre les chaînes et de celle d'Internet : certaines émissions de télévision et des séries télévisées font souvent de meilleures audiences. « Le cinéma enregistre des contre-performances à la télévision. Sans les obligations légales issues de notre système public de financement, il y a bien longtemps que Les Experts et la Star Ac auraient réduit à néant les cases « Cinéma » des chaînes de télévision. »
Or des acteurs connus, aimés du public, vont permettre à un film de « se distinguer dans la masse » comme l'écrit le journal Les Échos : dès le tournage, parfois même avant, lorsque les noms des acteurs sont annoncés, on peut obtenir des articles dans la presse et sur internet. En conséquence, le film est « attendu » et peut espérer une bonne couverture médiatique à sa sortie en salle. En outre, il serait plus facile de promouvoir un film avec des stars : selon Camille Trumer, président de l'agence CinéArt (agent d'acteurs tels que Gérard Lanvin ou Aïssa Maïga) « les noms connus ouvrent les portes de la promotion (...). Grâce à eux, pas besoin de décrocher son téléphone au moment de la sortie en salle pour faire les journaux télévisés de 20 heures, Le Grand Journal sur Canal+, ou une interview dans la presse. »
Et puisque les chaînes de télévision doivent attendre un délai légal de deux ans avant de pouvoir diffuser un film qu'elles ont préacheté, elles comptent sur le retentissement de la sortie en salle pour assurer l'audience de diffusion télévisée : « L'enjeu pour nous est que le film arrive à l'antenne avec l'aura du cinéma », reconnaît un grand diffuseur cité par Les Échos. C'est ainsi que « la logique de l’audience des chaînes qui finit par l’emporter sur la comptabilité des entrées » : l'essentiel n'est pas que le film fasse des entrées, mais qu'il ait une promotion suffisante, grâce à ses stars bankables, pour assurer une bonne audience lors de son passage à la télévision.
Un acteur bankable est donc, dans le système de financement du cinéma français, un acteur dont le producteur sait, que, sur son seul nom, « il pourra lever l'argent nécessaire pour faire son film » auprès des chaînes de télévision. »

## Polémiques
Le fait de se trouver dans des systèmes de financement qui ont besoin d'acteurs bankable pour pouvoir produire des films a fait naître plusieurs polémiques.

### Influence de cette notion sur les choix artistiques

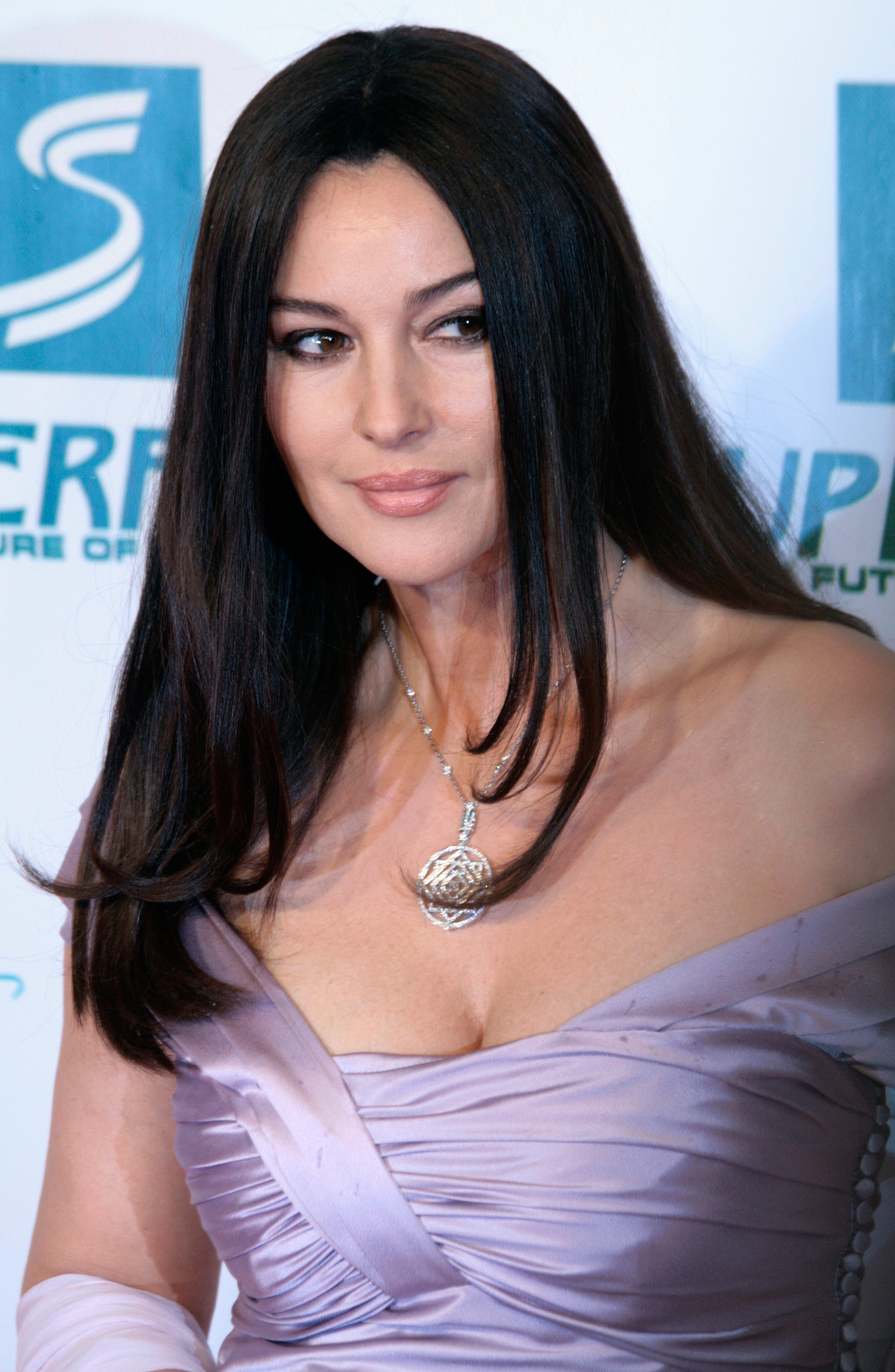
Monica Bellucci en 2009.

Le fait d'être bankable est indépendant du talent. Dire d'un acteur qu'il est bankable ne signifie ni qu'il a du talent, ni qu'il n'en a pas. Ainsi, à propos de Robert De Niro, Libération écrit par exemple en 2001 : « Etrangement, les choses sont en train de changer, et, à près de 60 ans, l'acteur associé à des semi-bides devenus des classiques (1900, Raging Bull, la Valse des pantins, Il était une fois en Amérique) est subitement devenu un acteur bankable aux yeux de l'industrie. »
Le terme peut même être considéré comme réducteur. Ainsi, l'actrice et réalisatrice Marina de Van déclare-t-elle lors de la promotion du DVD de son film Ne te retourne pas avec Sophie Marceau et Monica Bellucci : « Ce qui me dérange [...] c'est qu'on confonde et réduise Sophie Marceau et Monica Bellucci à des icônes de beauté qui n'auraient pas d'autre valeur que leur pouvoir de séduction et leur valeur financière, bankable. Ce qui est terriblement insultant quand on considère leurs talents de comédiennes. On se prive de leur talent en les rabaissant au rang de  poupées Barbie qui ramènent des millions ».
Et bien sûr, si le fait d'être bankable n'a rien à voir avec le talent d'un acteur, le fait d'avoir des acteurs bankable au générique n'assure pas non plus la qualité du film : « Faut-il le rappeler ? La postérité des films et des acteurs n’est pas une question de rentabilité, et c’est heureux. »

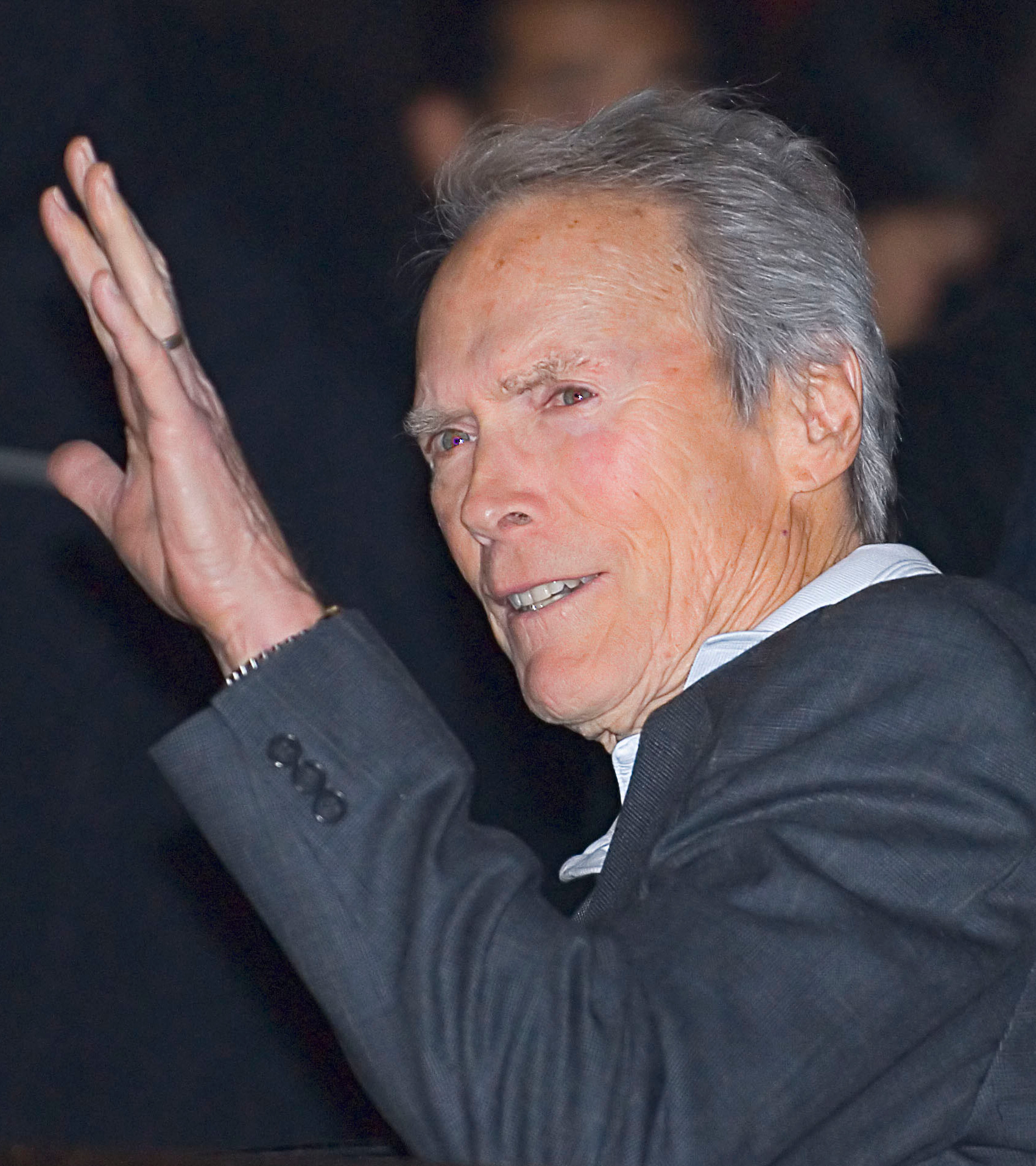
Clint Eastwood au Festival de Berlin lors de la présentation de Lettres d'Iwo Jima.

Or, si certains arrivent malgré tout à produire des films avec des acteurs qui ne sont pas bankables, on constate que c'est beaucoup plus difficile qu'en engageant des acteurs qui le sont. Si la star Clint Eastwood, aux nombreux succès comme acteur et comme réalisateur, estimait en 2008 n'avoir pas trop connu ce type de pression pour d'autres réalisateurs l'absence d'acteurs bankables peut obérer la possibilité de réaliser tel ou tel film. On peut lire en par exemple sur le site Critikat, à propos du désengagement de Brad Pitt sur le film The Fountain « Inutile d’expliquer en quoi le désistement de l’un des acteurs les plus bankable d’Hollywood a pu causer à Aronofsky quelques soucis financiers, assez en tout cas pour l’avoir retardé d’au moins trois ans dans la production. » Le problème peut être le même en France : « Lorsque vous arrivez avec un projet, les chaînes vous demandent à qui vous songez pour le rôle principal. Régulièrement, elles disent “on ira” si c'est un nom connu, et “on verra” si ce n'est pas le cas », raconte Fabrice Goldstein gérant de Karé Productions. » Et à l'inverse, l'intérêt d'un acteur bankable pour un projet peut permettre de le rendre viable. « Sur leur seul nom, les Dujardin, Cotillard ou Tautou permettent de lever de l'argent nécessaire au tournage d'un film. » Jean Dujardin a ainsi pu être à l'origine du film Les Infidèles avec Gilles Lellouche : « Les Infidèles resteront sans doute un des grands moments de ma carrière, joyeux, libre, différent, partagé avec des potes qui ont du talent. (...) On nous dit souvent, Gilles et moi, « bankable », alors autant que ça serve. »

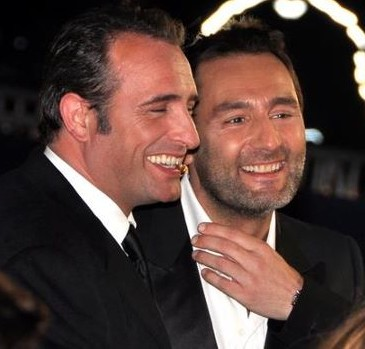
Jean Dujardin et Gilles Lellouche, à l'origine du film Les Infidèles : « On nous dit souvent, Gilles et moi, « bankable », alors autant que ça serve. »

Les acteurs qui ne sont pas bankables semblent avoir de plus en plus de mal à tourner. « « L'écart se creuse entre les acteurs qui tournent en prenant des tarifs mirobolants et ceux qui ne travaillent pas du tout », déplore-t-on au sein d'un grand groupe cinématographique. » L'acteur Ged Marlon le résume ainsi en 2008 : « aujourd'hui, soit on est « bankable », soit on regarde passer les plats. » Cela en France comme aux États-Unis : le site Critikat écrit par exemple à propos du film Mr. Brooks, avec William Hurt, Demi Moore et Kevin Costner « ce film a le mérite de faire réfléchir sur le statut des acteurs des années 1980 qui, passé un certain âge, sont obligés de se contenter de rôles ingrats pour payer leurs factures, faute d’être « bankable. »
En conséquence, certains réalisateurs ne se considèrent plus libres de composer le casting qu'ils désirent. Marina de Van explique ainsi qu'elle ne peut plus elle-même jouer dans ses propres films : « Je ne suis pas bankable justement ! C'est tragique le cinéma. Ce n'est pas le metteur en scène qui choisit son casting. Ni pour les rôles principaux, ni pour les secondaires, car les instances financières ont d'autres choix ou nécessités, qui ne laissent aucune place à l'exploitation de talents même confirmés, mais pas assez bankables, pas dans la liste étroite de ceux qui potentiellement rapporteront des entrées et de l'argent. Les seuls réalisateurs qui arrivent à se débrouiller dans le choix d'acteurs non bankables font des films choraux. De mon côté, je fais en général des films centrés sur deux ou trois personnages. Voire un. Ça ne s'y prête donc pas. »

### Les acteurs bankables ne garantissent pas le succès d'un film
Si la présence d'acteurs bankables au générique permet le financement d'un film, elle ne garantit nullement son succès en salles. Fabrice Leclerc, rédacteur en chef de Studio Ciné Live le souligne dans une interview au Parisien à propos de la contre-performance du cinéma français en salles en 2012 : « Un plan parfait, avec Dany Boon et Diane Kruger, a médiocrement marché. Do Not Disturb, le film d’Yvan Attal avec François Cluzet, est un gros échec. Le Capital, avec Gad Elmaleh, pareil. Et De l'autre côté du périph a démarré moyennement, malgré la présence d’Omar Sy. Aujourd’hui, le nom d’une star au générique n’est plus la garantie d’un succès. »
Comme on le lit dans les Echos : « Révolue, l'époque où le public se précipitait les yeux fermés pour voir le dernier Belmondo. » Le public se renseigne avant d'aller voir un film, notamment sur Internet, en lisant les commentaires des autres internautes. « Désormais, le succès repose sur une alchimie beaucoup plus subtile fondée sur le script, le réalisateur et les acteurs. » Et il semble que l'une des choses qui comptent le plus pour le succès d'un film soit son scénario. Fabrice Leclerc le dénonce aussi : « Contrairement aux Américains, nombre de réalisateurs français ne bossent pas suffisamment leur scénario. Prenez par exemple Nous York, la suite de Tout ce qui brille, avec les mêmes acteurs. Géraldine Nakache et Hervé Mimran ont beaucoup de talent, mais leur scénario n’était pas suffisamment travaillé. Or les gens attendent qu’on leur propose des films originaux. » À l'inverse, bien sûr, des films sans acteurs bankables peuvent être un succès. Le film Vilaine, sorti en 2008 à l'époque où Marilou Berry était encore peu connue du grand public a réalisé 1 million d'entrées et a été pour M6, le jour de sa diffusion, la meilleure audience de la soirée avec 4,37 millions de téléspectateurs. Enfin ce n'est pas parce qu'un acteur a connu le succès qu'il continuera à le connaître : « Parier sur le futur forcément incertain d’un acteur au vu de son passé doré n’est pas éloigné de ce qu’on a récemment observé dans le champ économicofinancier : les bulles cinématographiques peuvent éclater aussi sûrement que les bulles immobilières. »

### Inflation des budgets dans le cinéma français
Dans le système de financement du cinéma américain, un acteur bankable est rentable, donc souvent moins cher que d'autres. Natalie Portman, l'actrice américaine la plus bankable en 2012 n'est même pas dans le top 10 des actrices les mieux payées publié par Forbes en juin 2012. Kristen Stewart, première de ce classement féminin des stars les mieux payées, est aussi la seconde du classement mixte des stars bankable, mais sa rémunération par film (34,5 millions de dollars) ne la classerait que cinquième star la mieux payée si on comparait sa rémunération à celle des hommes (derrière Tom Cruise, Leonardo DiCaprio, Adam Sandler et Dwayne Johnson). Elle est la seule femme à faire partie des deux classements (actrices les mieux payées et les plus bankables) et seuls trois acteurs masculins sont dans ce cas : Dwayne Johnson, Taylor Lautner et Robert Pattinson.

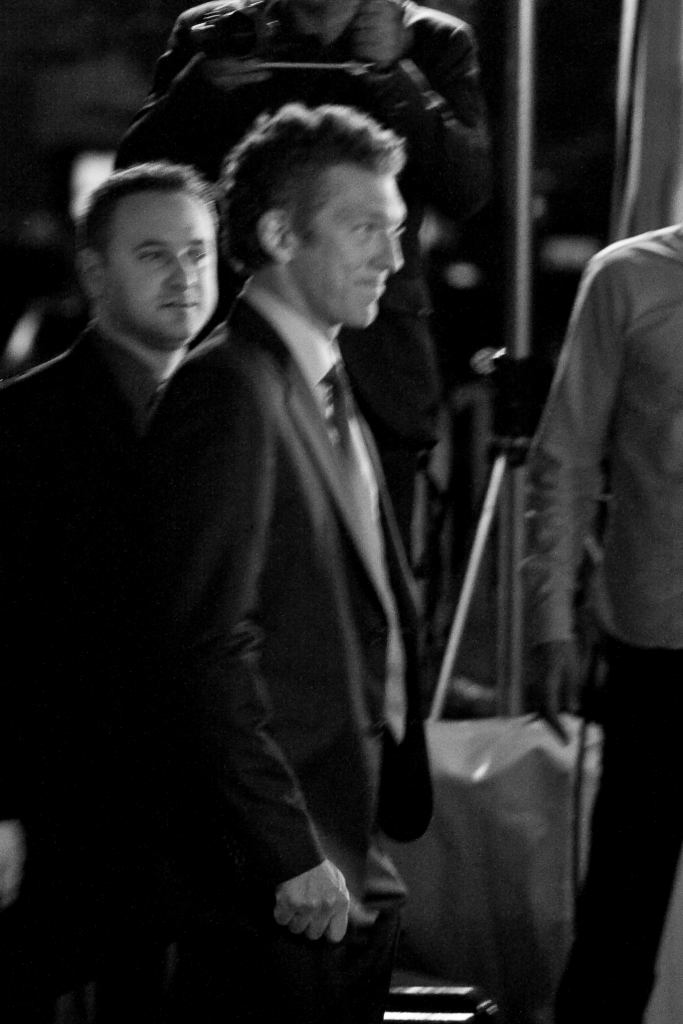
Vincent Cassel, lors de la projection au Festival de Toronto du film Black Swan

Les acteurs américains les plus bankables sont en général plus jeunes et moins connus internationalement que les acteurs les mieux payés (parmi lesquels on trouve par exemple Meryl Streep, Julia Roberts ou Johnny Depp) ce qui est somme toute normal : si un acteur est plus cher que tout le monde à Hollywood, comment le considérer comme un investissement rentable ? Ce que Serge Kaganski analyse ainsi dans Les Inrockuptibles : « Les mieux payés ne sont pas forcément les plus rentables. Cela peut sembler paradoxal, mais c’est finalement logique. Plus on est cher, plus on grève l’équilibre financier d’un film. Il en résulte parfois ce gouffre entre le “bankable” et le “net banking”, dû aussi aux inévitables coulissements temporels entre les hauts et bas de la carrière d’un acteur. »
Mais en France, où le mot « bankable » signale la capacité de faire financer un film par une chaîne, les choses sont différentes. Puisqu'un acteur peut permettre à un film d'être financé, il est en position de négocier un meilleur salaire. La part du salaire des stars bankables sur le budget total d'un film peut donc atteindre des niveaux très importants, et leurs cachets être négociés avant que soit fixé le budget total du film. Vincent Maraval, producteur et distributeur prend l'exemple de Vincent Cassel, tournant le film américain Black Swan pour 226 000 euros et le diptyque français Mesrine pour 1,5 million d'euros : « il touche là le fruit de sa notoriété sur le marché télévisuel. » Certains distributeurs (qui se payent sur les entrées en salle) commencent d'ailleurs à se méfier des « gros castings » : « Ces derniers savent qu'ils peuvent faire un double flop : payer plus cher pour être dans le film, tout en courant le risque d'essuyer un échec en salle », explique Camille Trumer, qui a longtemps exercé ce métier chez Paramount. »
Fin 2012-début 2013 la polémique est vive à la suite du texte de Vincent Maraval intitulé « Les acteurs français sont trop payés ! » où il dénonce les salaires qu'il juge excessifs de certains acteurs à la suite du financement des films par les chaînes de télévision. Certains l'accusent de risquer de fragiliser le système de financement du cinéma français, d'autres estiment qu'il est temps de réformer le système de financement du cinéma français (les obligations de financement du cinéma par les chaînes de télévision datent de 1984) et éventuellement de plafonner les salaires des acteurs si les films sont financés par de l'argent des chaînes publiques.

## Utilisation du mot dans d'autres domaines que le cinéma
On trouve beaucoup d'exemples du passage de ce terme dans d'autres domaines que le cinéma.

### Littérature

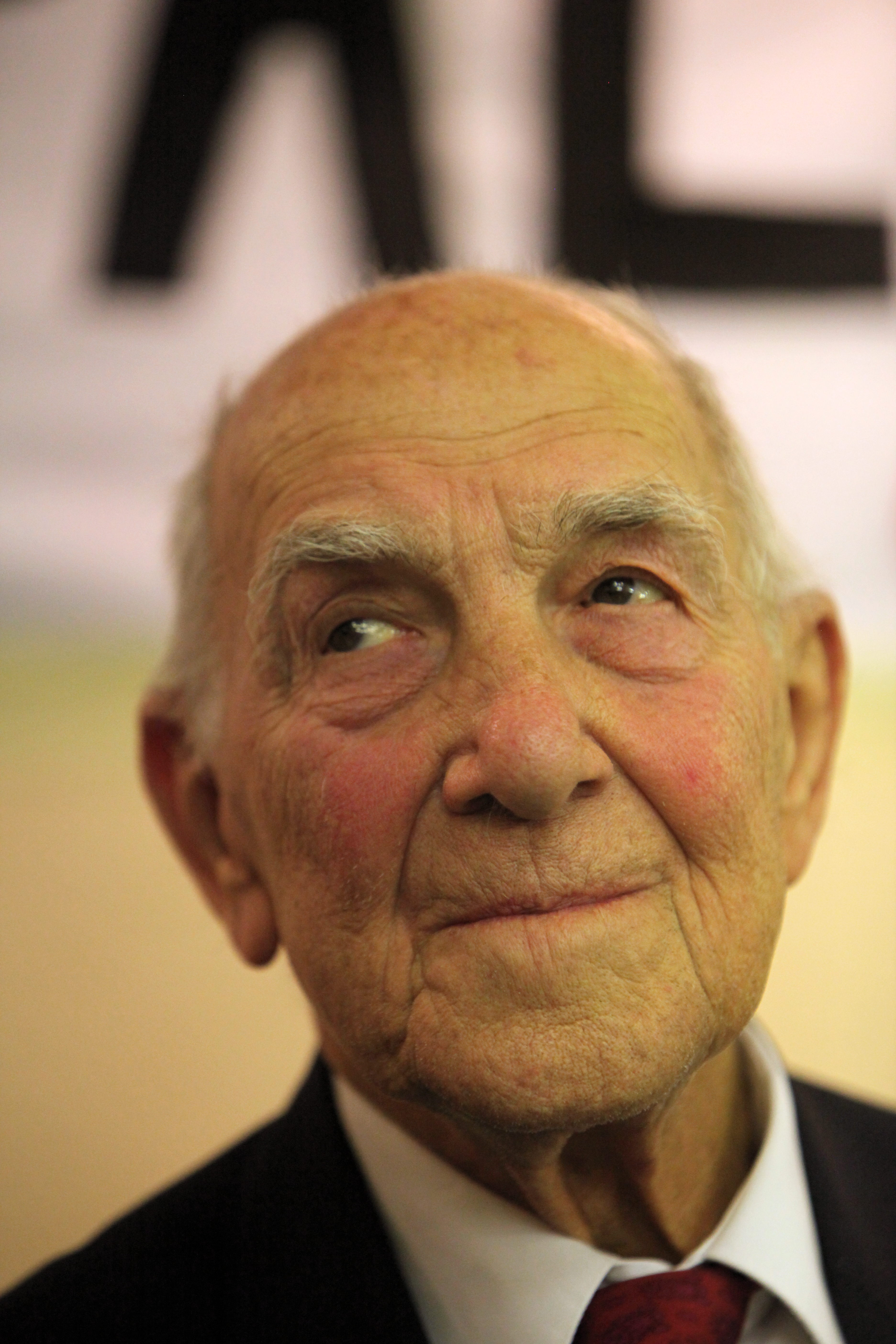
L'écrivain Stéphane Hessel

Dans un billet des Inrockuptibles de 2011, sont qualifiés de bankable les auteurs des meilleures ventes de livres 2010, invités au restaurant du Bristol : Stéphane Hessel, Éric-Emmanuel Schmitt, Katherine Pancol, Amélie Nothomb, Guillaume Musso, Jean d’Ormesson, Maylis de Kerangal et Patrick Lapeyre sont cités.
En 2011 le journal économique La Tribune publie un classement des livres les plus rentables de l'année : « À partir du nombre d'exemplaires vendus en magasins et du prix conseillé pour chaque ouvrage par les maisons d'éditions, La Tribune a calculé le chiffre d'affaires moyen de chaque livre, ce qui (...) a permis de réaliser ce classement des livres qui ont le plus rapporté d'argent en 2011 » L'article commence par ces mots : « Stéphane Hessel, n°1 des ventes de livres en 2011, a de quoi s'indigner. Même avec une avance de plus d'un million d'exemplaires vendus sur son poursuivant direct, cinq auteurs ont été plus « bankable » que lui en 2011. »
Mais l'application du terme à des écrivains est un peu plus ancienne. Ce phénomène est analysé dans un article publié sur le site de L'Express en 2005. Il commence par ces mots : « avant, c'était simple : il y avait les grands écrivains et les autres. Aujourd'hui, c'est tout aussi simple, mais plus trivial: il y a les auteurs « bankables » et les autres. Bankable ? L'anglicisme est hideux, mais il traduit bien la réalité. Un auteur bankable vend beaucoup, gagne beaucoup et rapporte encore plus. » Ainsi un auteur bankable est un auteur qui « rapporte » à son éditeur et qui est en mesure de négocier son contrat. Il la faculté d'être « opéable », ce qui signifie que les éditeurs vont tenter de le faire passer dans leur maison d'édition en lui proposant un contrat plus important que celle où il se trouve. Il s'agit aussi d'un auteur qui va obtenir des à-valoir conséquents.

### Autres domaines artistiques
- Un blog du site du journal Les Échos utilise le terme bankable en 2012 à propos du marché de l'art et de la FIAC : « Picasso, c’est la valeur sûre. L’artiste reconnaissable et si prolixe. Les différentes époques. Le génie…Bankable[44]. »
- En 2013, le journal Libération l'utilise en parlant de l'Industrie musicale : « Dans un élan darwinien, les  Universal,  Warner et autres Sony Music ont numérisé leurs catalogues, licencié en masse, viré des centaines d’artistes non bankables, inventé le business des concerts à 100 euros la place[45]. »

### Sport

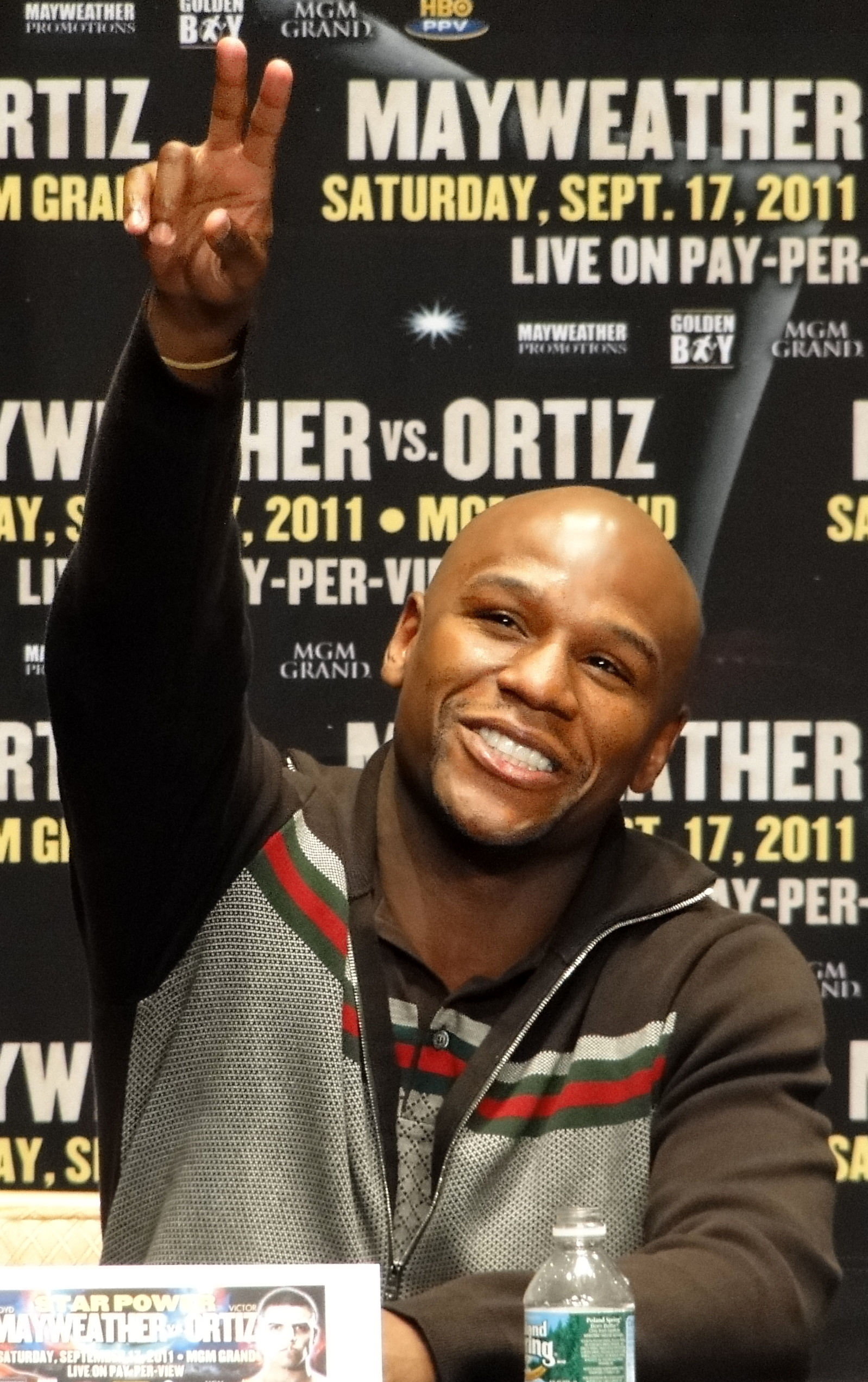
Floyd Maywaether Jr., un boxeur qualifié de bankable par L'Équipe et par Libération.

Le terme existe aussi, depuis plusieurs années, dans les articles sur le sport. Par exemple dans cet article sur la fin de carrière de Sébastien Chabal : « le plus bankable des rugbymen français n’a pas l’intention de raccrocher. Il réfléchit à sa « dernière étape ». Où qu’il atterrisse - le Japon, l’hémisphère Sud, Lyon, Toulon ? - il fera sans doute vendre des billets et des maillots. »
Concernant le football, le site sportune.fr voit en Karim Benzema le « seul footballeur tricolore bankable après le scandale de la Coupe du monde de football de 2010 : il a toujours un contrat avec Adidas qui lui permet d'obtenir 1,5 million d'euros par an et son agent affirme : « L’an dernier, notre objectif était avant tout sportif. Karim en a profité pour asseoir sa réputation au Real. Nous pouvons donc maintenant développer son image. Le potentiel est énorme… Depuis fin 2011, je relance les sociétés qui nous avaient approchés. » Enfin, le site du mensuel économique Capital, en 2013, souligne que Lance Armstrong a été « considéré pendant longtemps comme l'un des sportifs les plus « bankable » au monde » dans un article qui explique combien ses aveux de dopage risquent de lui coûter financièrement.
On trouve plusieurs exemple concernant la boxe. L’Équipe explique ainsi en 2008 que le boxeur Oscar De La Hoya, après que Mayweather ait demandé une somme trop importante pour combattre contre lui a été obligé de trouver « un autre boxeur bankable » lors de sa tournée d'adieux. Le terme est souvent lié à l'audience de la boxe en télévision et aux possibilités de monter un combat, comme lorsque Libération écrit, à propos de la mort de Vernon Forrest qu'il était « très populaire et « bankable » aux Etats-Unis, où les combats sont en paiement à la séance. » De même, concernant Mayweather : « Dès que l’Américain, invaincu en 42 combats, appose sa griffe au bas d’un contrat, c’est l’assurance pour les promoteurs de se gaver avec le pay per view et d’attirer la grande foule. (...) Il a donc accepté de prendre quelques kilos pour atteindre la limite des super-welters (69 kilos) et y rencontrer (...) le Portoricain Miguel Cotto, autre boxeur très « bankable » de la télé à péage. »
Et, tout comme en cinéma, le fait d'être bankable en boxe est indépendant du talent du boxeur, si l'on en croit cette phrase d'un article de Libération sur Brahim Asloum : « Nul n'ignore que les bourses des boxeurs n'ont rien à voir avec leur mérite. On a connu un boxeur français devenu champion du monde à l'étranger pour 15 000 euros parce qu'il était peu médiatique et peu bankable. La morale, si l'on peut dire, de cette histoire, c'est qu'en boxe comme dans tous les business, la valeur d'un produit, c'est le prix auquel tu arrives à le vendre. »

### Langage courant
Il existe des exemples de l'utilisation de cet adjectif dans le langage courant.
On le trouve en 2007 dans un tchat sur le site du journal Libération avec le président d'une association de sinistrés lors du cinquième anniversaire de l'explosion de l'usine AZF de Toulouse : « au moment de l'explosion, les habitants des quelques résidences un peu standing sur le quartier ont été informés, accompagnés, évacués, et tout ça de façon très policée. Au Mirail, ce sont les CRS qui ont évacué. Il y a eu deux poids, deux mesures selon que l'on était « bankable » ou non. Les personnes les plus oubliées, ce sont les patients de l'hôpital psychiatrique, qui se trouve à 300 mètres du site de l'explosion. »
En juillet 2012, Séverine Tessier, de l'association Anticor, à qui on demande si, en traitant de nombreux sujets, la Commission sur la rénovation et la déontologie de la vie publique ne risque pas d'en négliger, répond : « le risque est en effet de ne traiter que ce qui est « bankable », ce qui est le plus populaire dans l’opinion. »
Selon la sémiologue Mariette Darrigrand, interrogée sur ce terme par Télérama, à une époque où « l'individu est devenu une valeur complètement marchande » et où « nous sommes en train d'intégrer les valeurs financières qui régissent le monde entier » il est intéressant de se demander si « ce mot ne va pas finir par nous désigner nous-mêmes. »